# Sagui-de-schneider
O sagui-de-schneider (nome científico: Mico schneideri) é uma espécie de primata da família Callitrichidae e gênero Mico. É uma espécie endêmica do Brasil, ocorrendo apenas na floresta amazônica do Estado de Mato Grosso, entre os rios Juruena e Teles Pires.
M. schneideri é a terceira espécie de sagui da Amazônia a ser descrita para espécimes previamente identificados como M. emiliae, um dos menos estudados primatas da Amazônia. O artigo científico resolve ainda dúvidas quanto a validade de outras 5 espécies do gênero Mico, sendo o primeiro especificamente focado na identidade taxonômica de M. emiliae e dos saguis descritos como M. schneideri.
A espécie foi descoberta com base em uma abordagem integrativa em taxonomia, utilizando informações sobre coloração da pelagem, relações filogenômicas e distribuição geográfica, geradas através de extenso trabalho em campo, laboratório e coleções científicas.
O nome da espécie homenageia o professor brasileiro Horácio Schneider, um pioneiro e expoente mundial no estudo da evolução e classificação de primatas.